# Шикачик чорноволий
Шика́чик чорноволий (Edolisoma mindanense) — вид горобцеподібних птахів родини личинкоїдових (Campephagidae). Ендемік Філіппін.

## Опис
Довжина птаха становить 22 см. Верхня частина тіла у самців чорна, голові і верхня частина грудей чорні, рещта нижньої частини тіла сірувата. Крайні стернові пера чорні з білими кінчиками. Замички мають переважно сірувате забарвлення, махові і рульові пера у них чорні, на кінці світлі.

## Підвиди
Виділяють п'ять підвидів:
- E. m. lecroyae (Parkes, 1971) — острів Лусон;
- E. m. elusum McGregor, 1905 — острів Міндоро;
- E. m. ripleyi (Parkes, 1971) — острови Самар, Лейте, Бохоль і Біліран;
- E. m. mindanense (Tweeddale, 1879) — острови Мінданао і Басілан;
- E. m. everetti Sharpe, 1893 — острови архіпелагу Сулу, Холо і Таві-Таві.

## Поширення і екологія
Чорноволі шикачики живуть в підліску і середньому ярусі рівнинних і гірських вологих тропічних лісів. Зустрічаються на висоті до 1000 м над рівнем моря.

## Збереження
МСОП класифікує цей вид як вразливий. За оцінками дослідників, популяція чорноволих шикачиків становить від 3,5 до 15 тисяч птахів. Їм загрожує знищення природного середовища.